# Distrito de Tarnobrzeg
El distrito de Tarnobrzeg (polaco: powiat tarnobrzeski) es un distrito de Polonia perteneciente al voivodato de Subcarpacia. Su sede administrativa es la ciudad de Tarnobrzeg, que no pertenece al distrito y está directamente subordinada al voivodato como una ciudad-distrito. Las localidades más importantes del distrito son Nowa Dęba y Baranów Sandomierski. En 2006 tenía una población de 53 730 habitantes. Está subdividido en 4 municipios, de los cuales 2 son rurales-urbanos y los otros 2 completamente rurales. Se ubica en el noroeste del voivodato.

## Subdivisiones
Comprende los siguientes cuatro municipios:
| Municipio                         | Tipo         | Área (km²) | Población (2006) | Capital              |
| Municipio de Nowa Dęba            | urbano-rural | 142.5      | 18 422           | Nowa Dęba            |
| Municipio de Gorzyce              | rural        | 69.4       | 13 628           | Gorzyce              |
| Municipio de Baranów Sandomierski | urbano-rural | 121.9      | 11 977           | Baranów Sandomierski |
| Municipio de Grębów               | rural        | 186.3      | 9703             | Grębów               |